# Statolithe (botanique)
Pour les articles homonymes, voir statolithe.

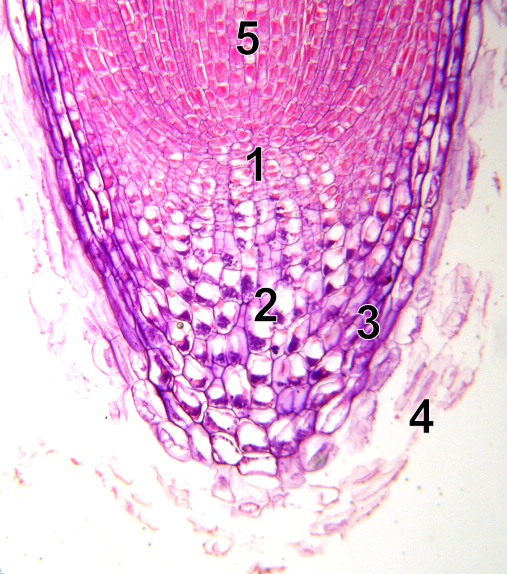
Pointe racinaire vue au microscope (X10). 1-méristème 2-columelle (statocytes avec statolithes) 3-partie latérale de la coiffe 4-cellules mortes arrachées 5-zone d'élongation

Les statolithes sont des amyloplastes spécialisés impliqués dans la perception de la gravité chez les plantes, et donc dans leur gravitropisme. Ce sont des organites spécifiques des cellules végétales.
Les statolithes sont plus denses que le cytoplasme et peuvent sédimenter suivant la force gravitationnelle. Ils sont observés dans des cellules particulières de la « columelle », partie centrale de la coiffe racinaire (un tissu situé à la pointe des racines), cellules appelées statocytes. Le réseau de filaments d'actine dans lequel les statolithes sont imbriqués est supposé activer des canaux mécanosensibles lors de leur sédimentation. Le signal gravitropique réorganise la distribution des flux d'auxine dans la racine et dans la coiffe racinaire en modifiant l'activité des canaux transporteurs  d'auxine. Le changement de répartition de l'auxine induit une croissance différentielle des tissus racinaires, ce qui provoque une courbure de la racine en fonction de la gravité.
On trouve également des statocytes dans l'endoderme des tiges florales. Dans ces organes, la redistribution de l'auxine engendre une courbure opposée à la gravité.

## Comparaison

Les différents types de plastes.

Interconversions plastidiales.

Proplaste
- Plaste
  - Chloroplaste et étioplaste
  - Chromoplaste
  - Leucoplaste
    - Amyloplaste
      - Statolithe

    - Oléoplaste
    - Protéinoplaste